# Guerres marcomanes
 (10 avril 2021).

Les guerres marcomanes, ou guerres marcomanniques, sont une longue période de conflit opposant l'armée romaine à divers peuples des Germains (Marcomans, Quades) et des Sarmates résidant le long du haut- et moyen-Danube lors d'une période allant d'environ 166 à 180 après J.C, occupant la majeure partie du règne de l'empereur Marc Aurèle. C'est lors d'une de ses campagnes que celui-ci commencera l'écriture de son ouvrage philosophique Pensées pour moi-même, dont le premier livre porte la mention : 

« Écrit chez les Quades, au bord du Granoua. »

— Pensées pour moi-même, I
Mais l'importance macro-historique de cette série de conflits tient surtout au fait qu'elle préfigure les grandes invasions barbares qui ébranleront l'Empire romain et finiront par avoir raison de sa partie occidentale entre le IIIe et le Ve siècle.

## Contexte historique
À la mort d'Antonin le Pieux, l'Empire romain, après une longue période de paix, subit une série d'attaques simultanées sur plusieurs de ses frontières : au nord, les Pictes de Calédonie pressent le mur d'Antonin ; au sud-ouest l'Hispanie est soumise aux incursions répétées de pirates Maures ; en Germanie, entre le Haut-Danube et le Rhin, les Chattes et les Chauques traversent les frontières et longent les côtes pour envahir la Gaule belgique et les Champs Décumates ; à l'est, le nouveau souverain Parthe Vologèse IV, couronné en 148, occupe l’Arménie, y mettant sur le trône son frère Pacorus, avant d'envahir la province romaine voisine de Syrie (161). Un retour aux grandes guerres de l'époque de Trajan ou d'Auguste semble alors inéluctable, tandis qu'en Europe centrale et orientale le monde barbare est secoué par de violents troubles internes et des déplacements de peuples que les paléoclimatologues relient à des hivers volcaniques ayant affamé les populations ne disposant pas des mêmes ressources que l'Empire.
À l'intérieur et aux marges du monde germanique se produisent alors des brassages de populations conduisant à des transformations politiques et notamment l'apparition d'un phénomène nouveau : des peuples entiers (comme les Marcomans, les Quades, les Narisques, les Vandales, les Cotini, les Iazyges, les Bures etc.), se regroupent en coalitions de nature avant tout militaire, exerçant une pression croissante sur le limes danubien tout proche. S'y ajoute probablement une poussée des Germains orientaux (principalement les Goths) contribuant à alimenter cette dynamique, et les populations limitrophes de l'Empire romain se décident à prendre d'assaut les provinces rhéno-danubiennes.
En outre, le retrait, sur une bonne partie du limes, d'une partie des contingents légionnaires qui défendaient la frontière rhéno-danubienne, et leur transfert en Orient, pour les besoins de la guerre contre les Parthes de 162-166, facilite les incursions des peuples germaniques. Ainsi, le conflit parthe à peine terminé, commencent sur la frontière européenne les « guerres marcomanes ».

## Déroulement du conflit

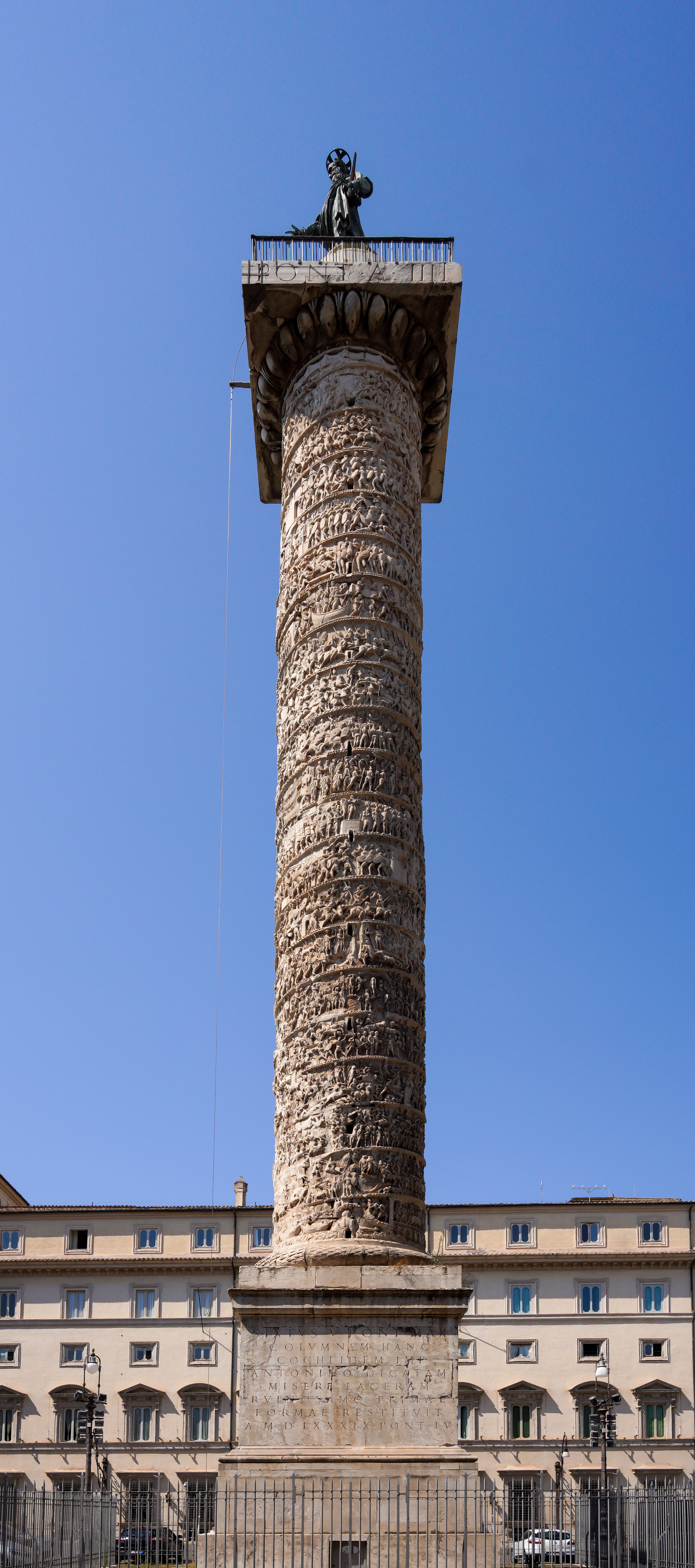
La Colonne de Marc-Aurèle, représentant les guerres marcomanes

### Premières incursions barbares (166-167)
L’Histoire Auguste affirme que 

« Pendant la guerre des Parthes, éclata celle des Marcomans »

— Histoire Auguste, Vie de Marc Aurèle, XIII
 Les garnisons du Danube sont alors gravement affaiblies après l'envoi d'une partie des légionnaires et des auxiliaires en Orient. L'armée est épuisée par quatre longues années de guerre dans les plaines arides de Mésopotamie, et ses effectifs sont dramatiquement réduits par la Peste antonine qui vient de s'abattre sur l'Empire.
Un groupe de tribus de Germanie septentrionale envahit la Pannonie supérieure. Il s'agit alors de 6 000 soldats, Lombards et Osiens, qui ont obtenu l'accord des Quades pour traverser leurs terres et entrer en territoire romain. Les barbares sont cependant interceptés par quelques unités d'infanterie et de cavalerie dans le secteur de Brigetio-Arrabona, battus et renvoyés sur leurs terres avant d'avoir pu causer de dégâts au cœur de la province.
À la suite de ces évènements, près de 11 tribus (parmi lesquelles les Marcomans, les Lombards, les Osiens, les Vandales Victuales, les Quades, les Narisques et les Cotins) dépêchent des émissaires auprès de Iallius Bassus, gouverneur de Pannonie supérieure, pour demander la paix, et choisissent comme porte-parole le roi des Marcomans, un certain Ballomar. 

Les ambassadeurs des barbares parviennent à obtenir la paix avec Rome et retournent sur leurs terres. La situation semble revenir au calme. Cet apparent apaisement éveille cependant les soupçons de Marc Aurèle.
Au cours de cette même année, les Sarmates Iazyges pénètrent le limes dace (peut-être accompagnés de quelques tribus Vandales). En réponse, la legio V Macedonica, à peine revenue des campagnes d'Orient, est transférée depuis la Mésie inférieure voisine (plus précisément de son camp de Troesmis) vers la Dacie, aux environs de Potaissa (dans l'actuelle Transylvanie).

### Première expédition de Germanie (168)
Marc Aurèle n'a pas confiance en la paix conclue l'année précédente avec les barbares, et décide de se rendre en personne, accompagné de son coempereur Lucius Verus, sur le limes pannonien pour estimer les réelles intentions de l'ennemi. Les deux empereurs traversent les Alpes et s'installent à Carnuntum, base de la Legio XIII Gemina et quartier général du gouverneur de Pannonie supérieure.
Au cours de cette année, des éléments des Marcomans et des Vandales Victuales se livrent à des pillages tout au long de la frontière nord. L'Histoire Auguste rapporte que la majorité des rois germaniques se retirent avec leurs peuples et mettent à mort les instigateurs de ces attaques, considérés comme rebelles, puis demandent pardon à Rome pour avoir rompu les conditions du traité de paix. Quant aux Quades, ils n'acceptent de reconnaître de roi qu'avec l'approbation des deux empereurs.
Ces mesures semblent plus que suffisantes aux yeux de Lucius Verus, qui se montre impatient de rentrer à Rome : commandant en chef lors de la guerre contre les Parthes, il est éloigné de la capitale depuis des années. Il parvient à convaincre son frère adoptif, et rentre à Aquilée pour l'hiver, alors que la situation semble être sous contrôle.
Ces premières années de conflit sont l'occasion pour Marc Aurèle de se lancer dans l'écriture de son ouvrage Pensées pour moi-même, la seule œuvre de cet « empereur philosophe » qui nous soit parvenue. L'ouvrage, bien que ne rapportant pas directement les évènements qui se déroulent pendant sa rédaction, transmet au lecteur tout le malaise de l'homme Marc Aurèle confronté à des circonstances funestes.

### Guerre contre les Iazyges (169-170)
Lucius Verus ne reverra pas Rome : au début de l'année 169 il est emporté par un probable infarctus, à seulement deux jours de marche d'Aquilée, sur la route entre Concordia Sagittaria et Altinum. Les deux empereurs étaient convenus de retourner à Rome, notamment sur l'insistance de Lucius, trois jours avant sa mort. Marc Aurèle se voit alors contraint de revenir à Rome pour célébrer les obsèques de son frère adoptif.
Le gros de l'armée, encore privé des deux empereurs, part néanmoins se concentrer le long du moyen-Danube, face à la plaine de la Tisza. Marc Aurèle, qui a désormais les mains libres après ses traités de paix avec les peuples suèves (Quades, Marcomans et Narisques) du moyen-Danube, veut punir les Sarmates pour leur incursion en Dacie romaine l'année précédente. La guerre contre les Sarmates se révèle extrêmement dure pour les Romains, qui perdent sur le champ de bataille le gouverneur de la Dacie Claudius Fronto. Il est possible que Sextus Calpurnius Agricola soit aussi mort au combat comme gouverneur de cette province. L'empereur Marc Aurèle n'est en mesure de rejoindre le front qu'à la fin de l'année, en compagnie de son nouveau gendre Claudius Pompeianus (nommé premier conseiller militaire), fraîchement marié à sa fille Lucilla, la veuve de Lucius Verus.

### Grands raids germains (170)

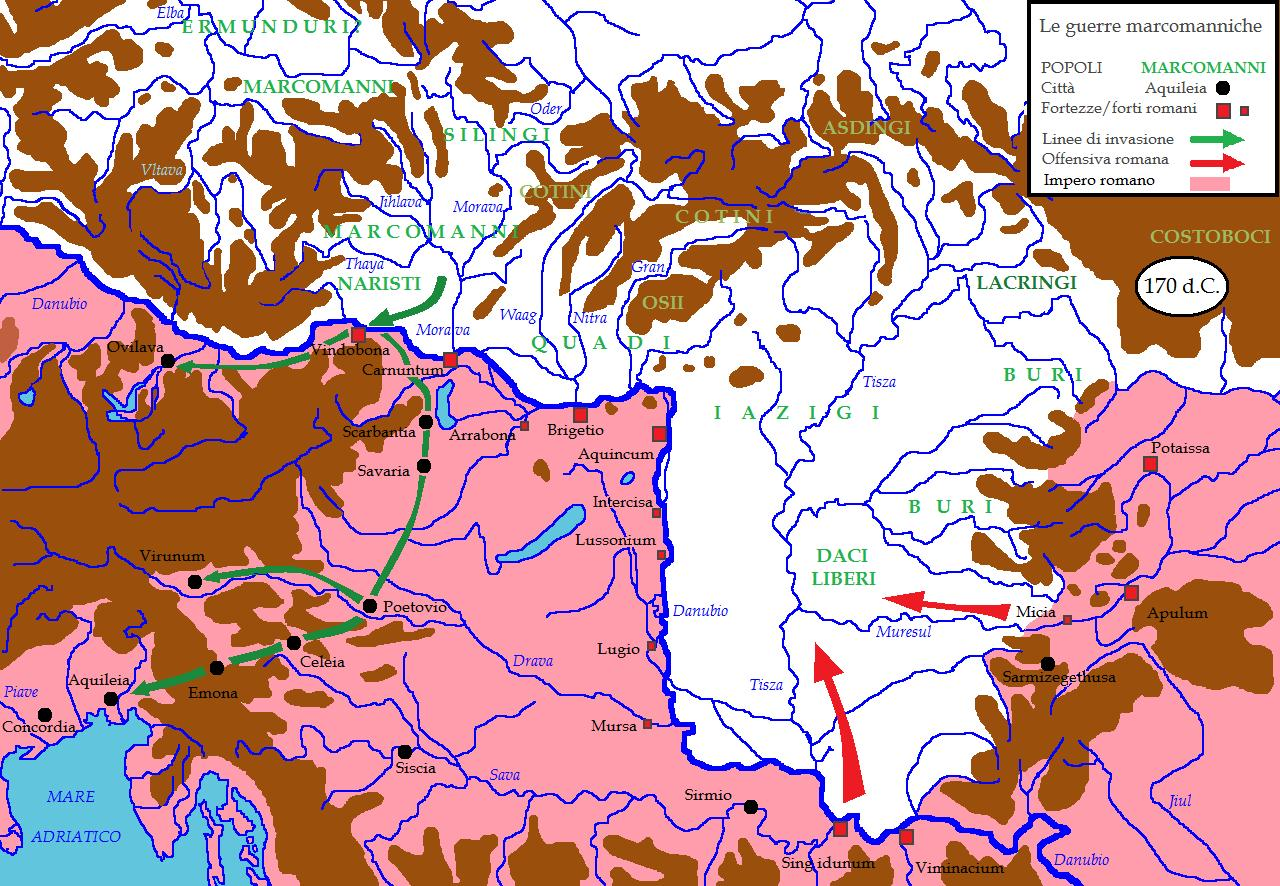
Guerres marcomanes, 170

Tandis que Marc Aurèle lance une offensive massive (l’expeditio sarmatica en latin) au-delà du Danube en territoire sarmate contre les Iazyges (des Alains de la plaine agathyrse), une large coalition de tribus germaniques, menée par Ballomar, roi des Marcomans, fond sur le limes pannonien et défait une armée de 20 000 hommes en un lieu que l'on présume situé sur la « route de l'ambre », peut-être aux alentours de Carnuntum. La vague barbare se tourne ensuite vers le Norique voisin, menant des incursions jusqu'à Ovilava, tandis que le contingent le plus important suit la « route de l'ambre » ; il parcourt la Pannonie et, passant par Savaria, Poetovio et Emona, atteint l'Italie du Nord, arrivant à assiéger Aquilée et détruisant Opitergium en Vénétie.
L'invasion des Suèves contraint Marc Aurèle à revenir à la hâte en Italie, car les barbares sont parvenus à atteindre le cœur de l'Empire alors que le gros des forces romaines est engagé sur le limes. Les peuples germaniques ont su choisir le moment opportun pour porter leur attaque.
Une fois encore, Marc Aurèle choisit comme conseiller principal Tiberius Claudius Pompeianus, qui se voit confier la tâche de bloquer l'invasion de l'Italie et nettoyer les territoires avoisinants, et Pertinax, futur empereur, le meilleur parmi ses assistants. Aquilée est libérée après un affrontement sur le territoire italien qui se solde par une victoire romaine décisive.

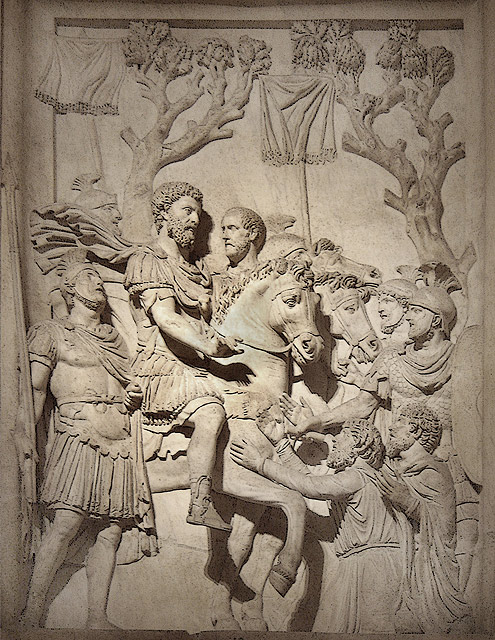
Un des trois panneaux du Musée du Capitole à Rome représentant l'empereur Marc Aurèle à cheval et deux barbares à ses pieds en signe de soumission

Toujours au cours de l'année 170, la coalition celto-daco-sarmate des Costoboces, pille les Balkans et dévaste la Thrace, la Macédoine et la Grèce jusqu'à Eleusis (à 20 km à l'ouest d'Athènes), où ils détruisent le temple des Mystères. Ce raid est considéré comme d'importance mineure, comparé à l'invasion de l'Italie par les peuples germaniques.
Le légat des légions de Mogontiacum (Mayence), Didius Julianus, futur empereur, repousse une nouvelle incursion des Chattes (peut-être alliés aux Hermundures), tandis que les Chauques portent la dévastation le long des côtes de la Gaule belgique.
Contraint d'affronter les envahisseurs barbares en plusieurs points du limes, Marc Aurèle crée de toutes pièces un district militaire aux confins nord-est de l'Italie : la praetentura Italiae et Alpium, dans le but d'empêcher une nouvelle incursion des peuples germaniques sur le sol italien. Elle inclut les Alpes Juliennes, et les provinces de Rhétie, Pannonie et Norique. Le commandement de cette zone est confié à Quintus Antistius Adventus, militaire de carrière d'origine africaine, consul suffectus en 166-167, qui assume la charge de legatus Augusti ad praetenturam Italiae et Alpium expeditione Germanica. Pour l'Empereur, les Marcomans et les Quades sont désormais les adversaires à combattre en priorité. Les Sarmates et Iazyges de la plaine agathyrse ne perdent rien pour attendre la vengeance de Rome.

### Contre-offensive romaine et soumission des Marcomans (171-174)

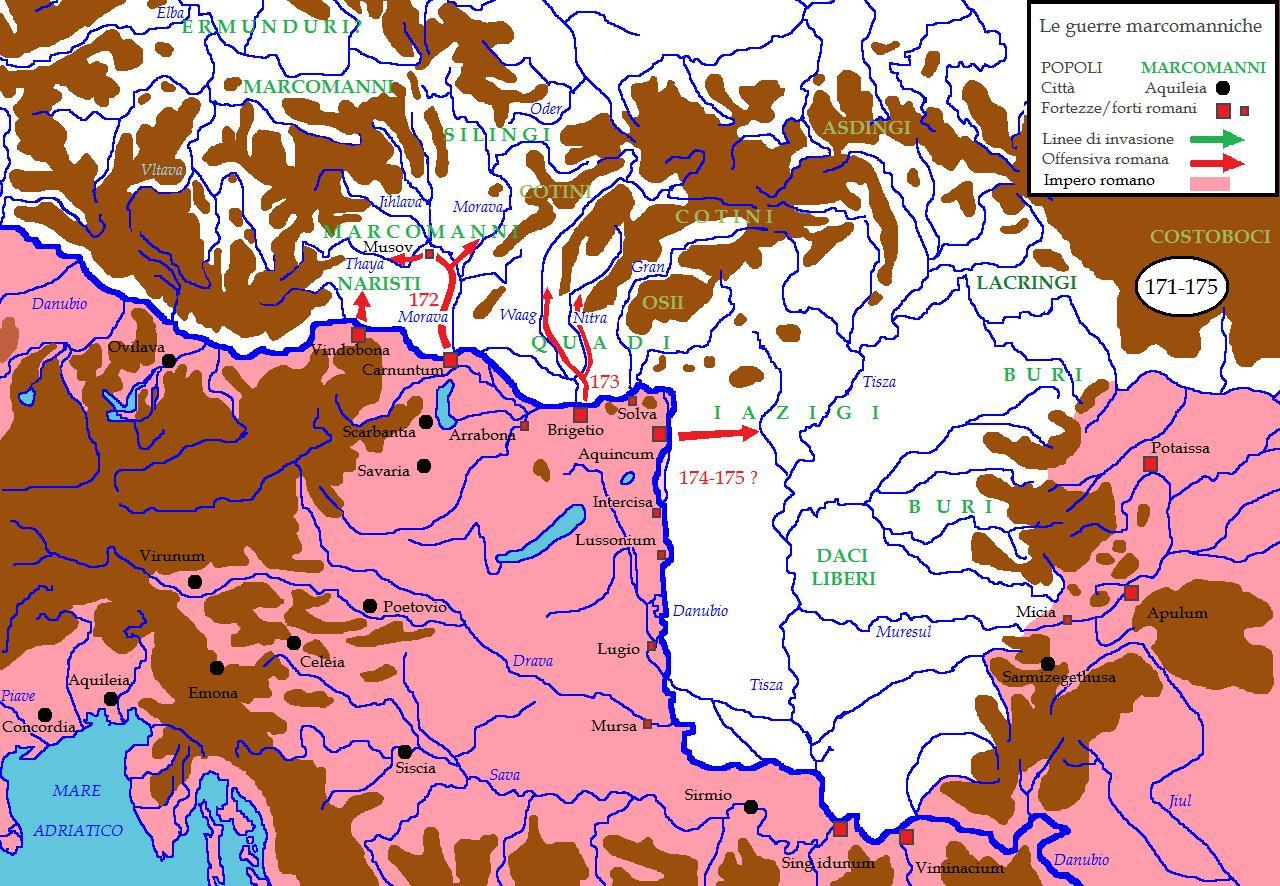
Guerres marcomanes, 171-175

Les envahisseurs germains sont finalement pris au piège par la classis danubiana au moment où ils tentent de retraverser le Danube, chargés de leur butin, pour retourner dans leur pays. La Rhétie, le Norique et la Pannonie sont finalement libérés après un an d'affrontements continuels et violents. La date du 11 juin en marque peut-être la fin, car pendant les décennies qui suivront ce jour verra chaque année, à Carnuntum (résidence du gouverneur de Pannonie supérieure) comme à Aquincum (résidence du gouverneur de Pannonie inférieure), des sacrifices offerts à Jupiter en signe de remerciement.
Pendant ces années de guerre, les Romains sortent de l’Imperium et pénètrent le Barbaricum, atteignant les cours d'eau suivants :
- Moria, Duhia et Iglis au nord du castrum légionnaire de Carnuntum,
- Fatra et Vaga au nord du fort de Brigetio,
- Granua au nord du fort de Solva,

…et quadrillent ainsi la majeure partie des territoires juste au nord du Danube, soumettant la totalité des populations habitant les actuelles Moravie et Basse Autriche : Varasques, Marcomans et Cotiens voisins de la province romaine de Pannonie supérieure. Les Quades, occupant l'actuelle Slovaquie se montrent quant à eux plus difficiles à assujettir, déjouent les plans militaires romains mais sont finalement contraints à capituler, et leur roi, Ariogèse, est envoyé par Marc Aurèle en exil doré à Alexandrie d'Égypte.

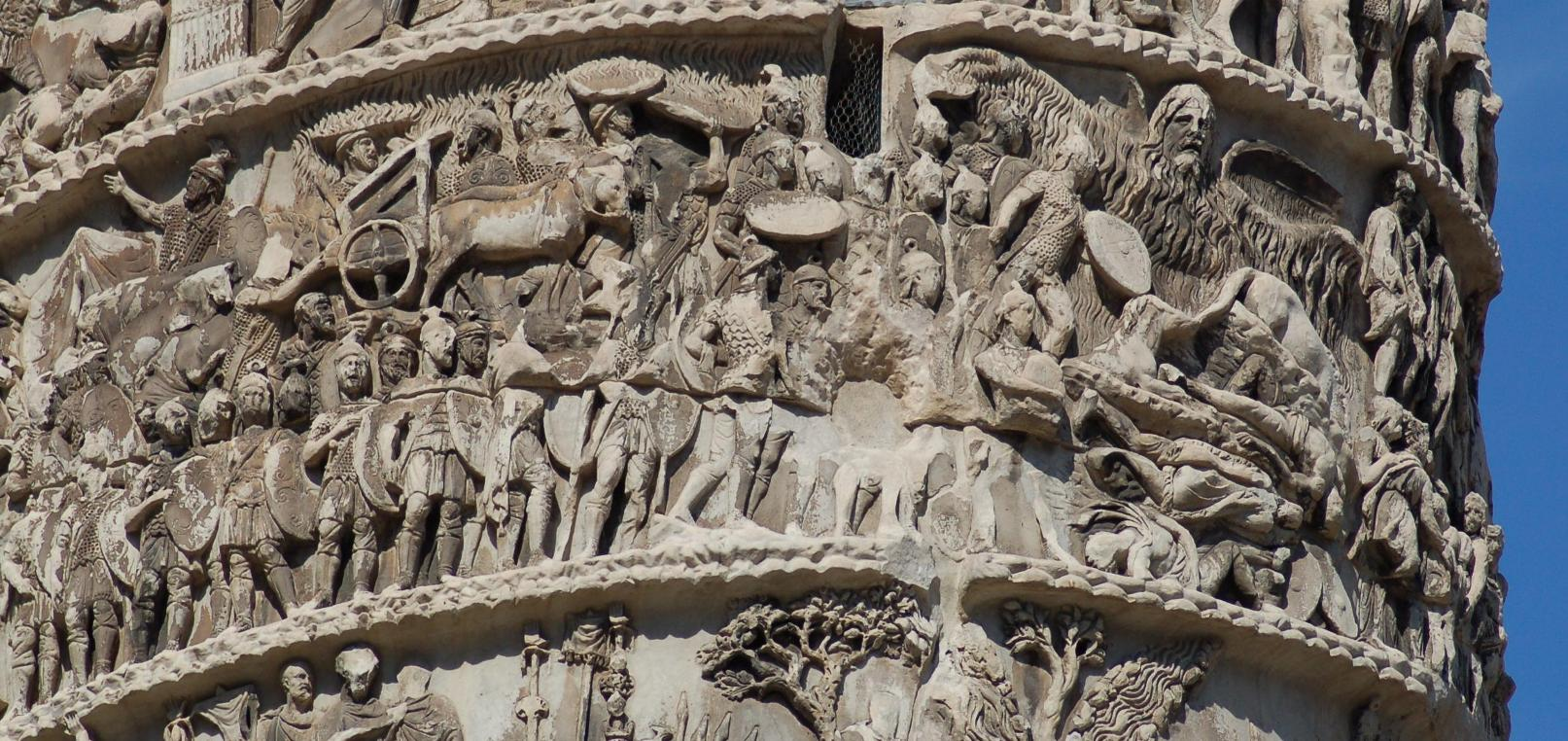
L'épisode dit de la « pluie miraculeuse » impliquant la legio XII Fulminata pendant les guerres marcomanes est dépeint sur la colonne

Marc Aurèle reçoit pour ces succès le titre de « Germanicus » en 172. Il est proclamé Imperator deux fois : en 171 et en 174, tandis que les monnaies frappées en 172 portent la légende Germania subacta (« Germanie soumise »). Dion Cassius rapportera plus tard que « Marc Aurèle parvint à soumettre les Marcomans… après de nombreux et difficiles combats… ».
C'est lors de ces années que se produit le célèbre épisode de la « pluie miraculeuse » représenté sur la scène numéro 16 de la Colonne de Marc Aurèle. Dion Cassius rapporte que les Romains, encerclés par les Quades, épuisés par la chaleur et la soif, furent sauvés par une pluie inespérée. Selon l'historiographie en vigueur à l'époque, la légion impliquée dans ces évènements était la Legio XII Fulminata originaire de Mélitène en Cappadoce. Les historiens contemporains et ultérieurs attribuent cet évènement à une intervention divine, déclenchée d'après Dion Cassius par les prières d'un magicien égyptien à Mercure ; les sources chrétiennes comme Tertullien attribueront plutôt ce miracle aux prières de soldats chrétiens, tandis que les paléoclimatologues et les volcanologues rappellent que la présence de cendres volcaniques dans l'atmosphère favorise les averses soudaines et inattendues.
Des traités de paix sont signés avec les Marcomans, les Quades et les autres populations limitrophes, leur imposant de sévères conditions, telles les obligations de fournir des otages, de se tenir éloignés de la rive nord du Danube sur plus de 10 milles romains, de fournir des troupes auxiliaires à l'armée romaine et de subir un « contrôle à distance » de leurs propres territoires (par exemple dans la zone de Mušov, dans l'actuelle République tchèque).

### Reprise de la guerre contre les Iazyges (174-175)

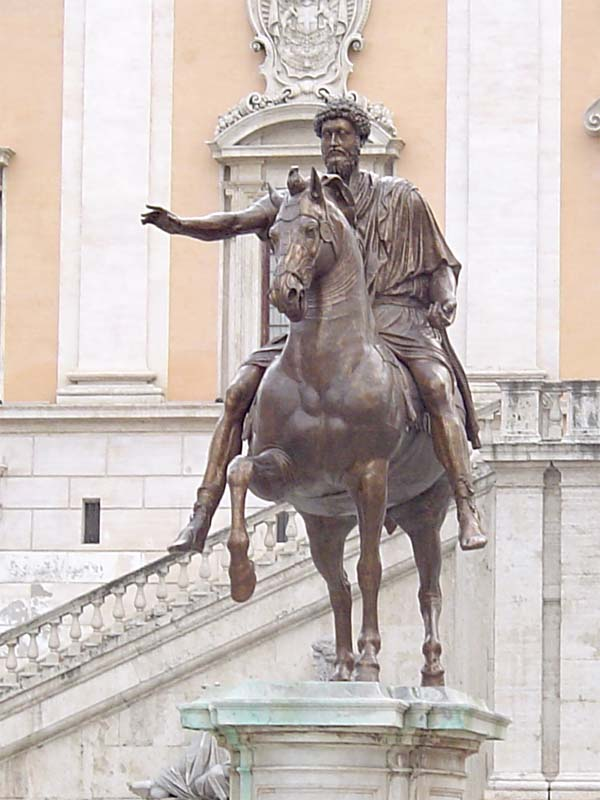
Statue équestre de Marc Aurèle, aujourd'hui au Capitole à Rome, érigée à l'occasion du triomphe impérial

Marc Aurèle veut à présent abattre la puissance des Iazyges de la plaine agathyrse et les punir pour l'invasion de 168. La guerre contre les tribus germaniques des années précédentes n'avait fait que retarder ce plan. Après une série d'affrontements favorables aux armées romaines, une partie des Iazyges demande la paix. La guerre continue pour une année supplémentaire jusqu'à ce que leur roi soit contraint à la reddition. Les conditions de cette paix sont rapportées par Dion Cassius (LXXI, 16) qui raconte que les Iazyges se voient imposer d’habiter deux fois plus loin du Danube que les Quades et les Marcomans, de rendre les 100 000 prisonniers de guerre encore en leurs mains, et de fournir aux Romains un effectif de 8 000 cavaliers, parmi lesquels 5 500 sont aussitôt envoyés dans la province de Bretagne insulaire.
Une nouvelle campagne contre les peuples de la plaine agathyrse est prévue pour l'année 175, mais Marc Aurèle reçoit la nouvelle qu'Avidius Cassius, gouverneur de Syrie, s'est rebellé et autoproclamé empereur, suivi par la majorité des provinces orientales. Marc Aurèle doit abandonner son expédition contre les Iazyges et les peuples de la plaine agathyrse et se rendre en Orient pour mettre fin à l'usurpation. La révolte de Cassius suspend pour la deuxième fois les opérations contre les Sarmates et les Germains. L’Histoire Auguste rapporte que Marc Aurèle avait pour projet de faire de la Marcomanie et de la Sarmatie deux nouvelles provinces, et y serait peut-être parvenu sans la rébellion d’Avidius Cassius - bien que la réalisation d’un tel plan eût sans doute nécessité de nombreuses années de guerre supplémentaires. Le sort voudra qu’Avidius Cassius soit assassiné quelques mois plus tard par un centurion romain resté fidèle à Marc Aurèle, conjurant ainsi le spectre d'une guerre civile.

### Trêve et seconde expédition contre les Marcomans (176-179)

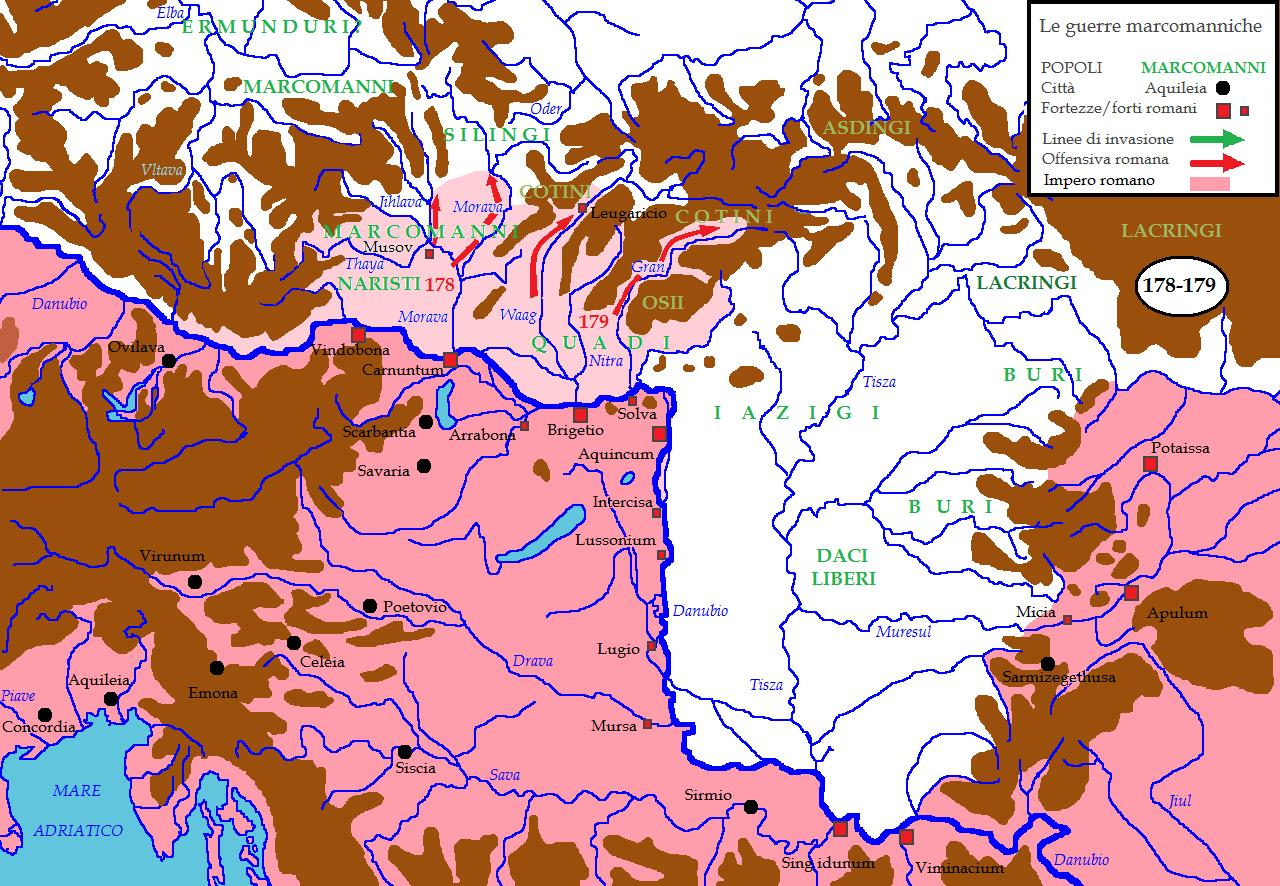
Guerres marcomanes, 178-179

Marc Aurèle, ayant soumis tous les peuples au nord du cours moyen du Danube, obtient par décret du Sénat un triomphe mérité (aux côtés de son fils Commode, récemment nommé Auguste); une statue équestre, aujourd'hui sur la Place du Capitole à Rome, est érigée en son honneur.
Les combats reprennent au début de l'année 177. Les Quades, qui ont toujours été les plus rétifs à l'occupation romaine, sont peut-être les premiers à lancer la nouvelle rébellion, et obligent les gouverneurs des Pannonies supérieure et inférieure à prendre les armes conjointement. Marc Aurèle est contraint de se rendre en personne sur la frontière danubienne à la fin de l'été 178, pour tenter de mettre un terme à cette situation qui se prolonge à présent depuis trop longtemps ; c'est ainsi qu'il lance la secunda expeditio germanica. Il rejoint sans doute Carnuntum à la fin de l'été 178, avec l'intention d'organiser les pays au nord et à l'est du cours du Danube, de Vindobona à Aquincum, en deux nouvelles provinces de Marcomanie et de Sarmatie.

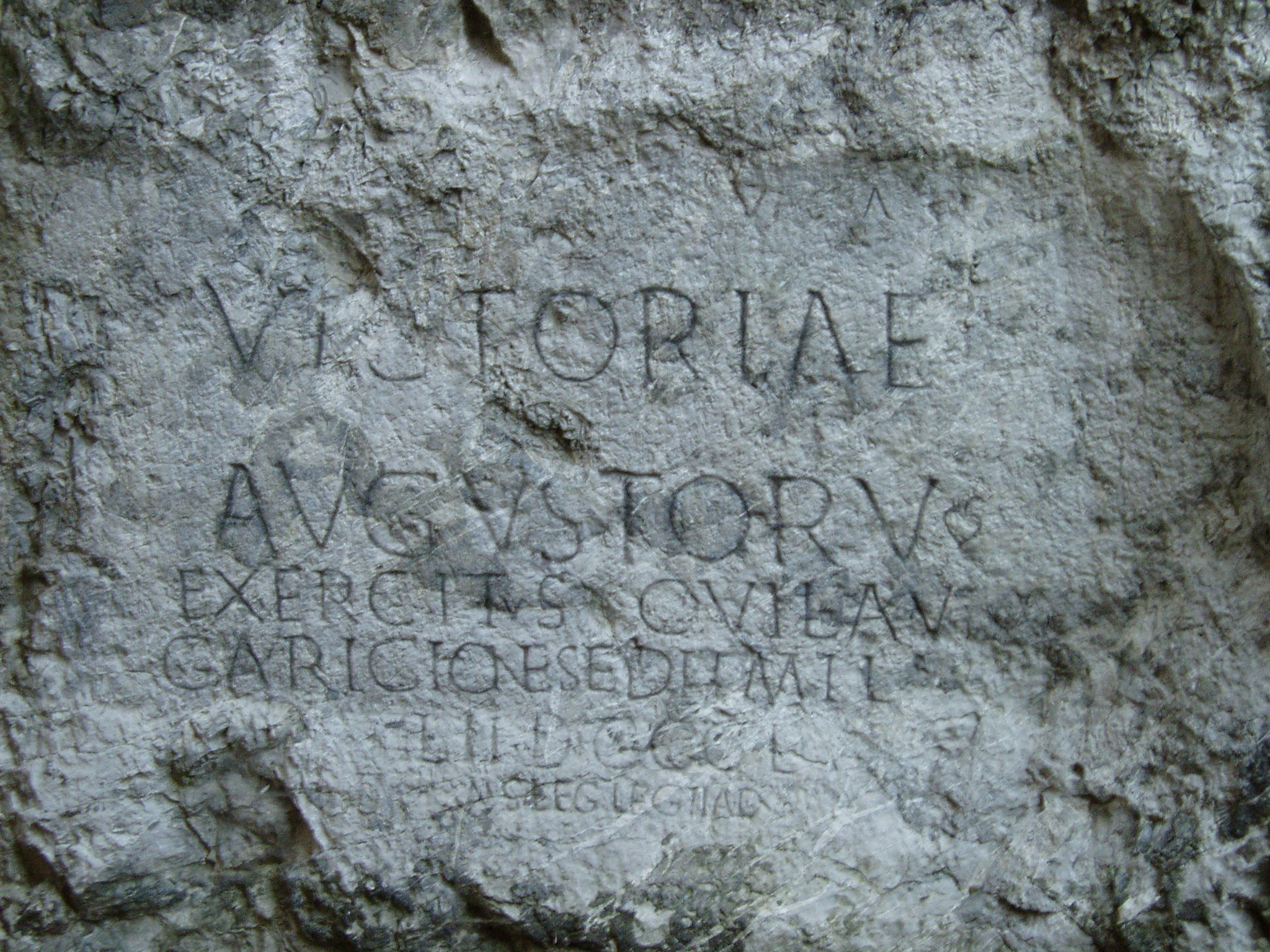
L'inscription romaine de Leugaricio (actuelle Slovaquie).

Il commence par mater la révolte des Marcomans et des Varasques (178), puis intervient chez les Quades l'année suivante, atteignant peut-être le fleuve Granua (l'actuel Hron) et les autres affluents du Danube, voies de communication naturelles vers le cœur des pays barbares. L'inscription latine encore visible sur le rocher où a été érigé le château de l'actuelle Trenčín, en Slovaquie, remonte à cette expédition : elle célèbre la victoire de Marc Aurèle et des 855 soldats de la legio II Adiutrix en un lieu nommé Leugaricio, qui apporte la preuve la plus septentrionale connue d'une présence militaire romaine dans le Barbaricum d'Europe centrale. Au cours de cette secunda expeditio germanica, le préfet du prétoire, Tarutienus Paternus, engage l'ennemi durant une journée complète (tant les barbares sont nombreux), proclamant enfin une victoire scellant définitivement la fin de la guerre. Pour ces succès, Marc Aurèle est acclamé Imperator pour la dixième fois.
La nouvelle province de Marcomanie, conçue comme le début d'une occupation romaine, est peut-être en phase de constitution. Il est à présent nécessaire de vaincre une nouvelle fois les Sarmates de la plaine agathyrse voisine, les contraignant à déposer les armes définitivement et demander la paix. Cela aurait permis au secteur du Limes danubien central de profiter à nouveau d'une situation de paix.
Marc Aurèle transfère donc son quartier général vers le front sarmate (en Pannonie inférieure) pour l'hiver 179-180, mais en mars, alors que la nouvelle saison militaire va commencer, l'empereur tombe gravement malade et meurt près de Sirmium le 17 mars 180, d'après les informations de l'écrivain contemporain Tertullien dans son Apologeticum. L’Histoire Auguste relate que, peu avant d'expirer, il demande à son fils et successeur Commode de « ne pas négliger l'achèvement des dernières opérations de la guerre ».

### Expéditions de Commode contre les Iazyges (180-182)

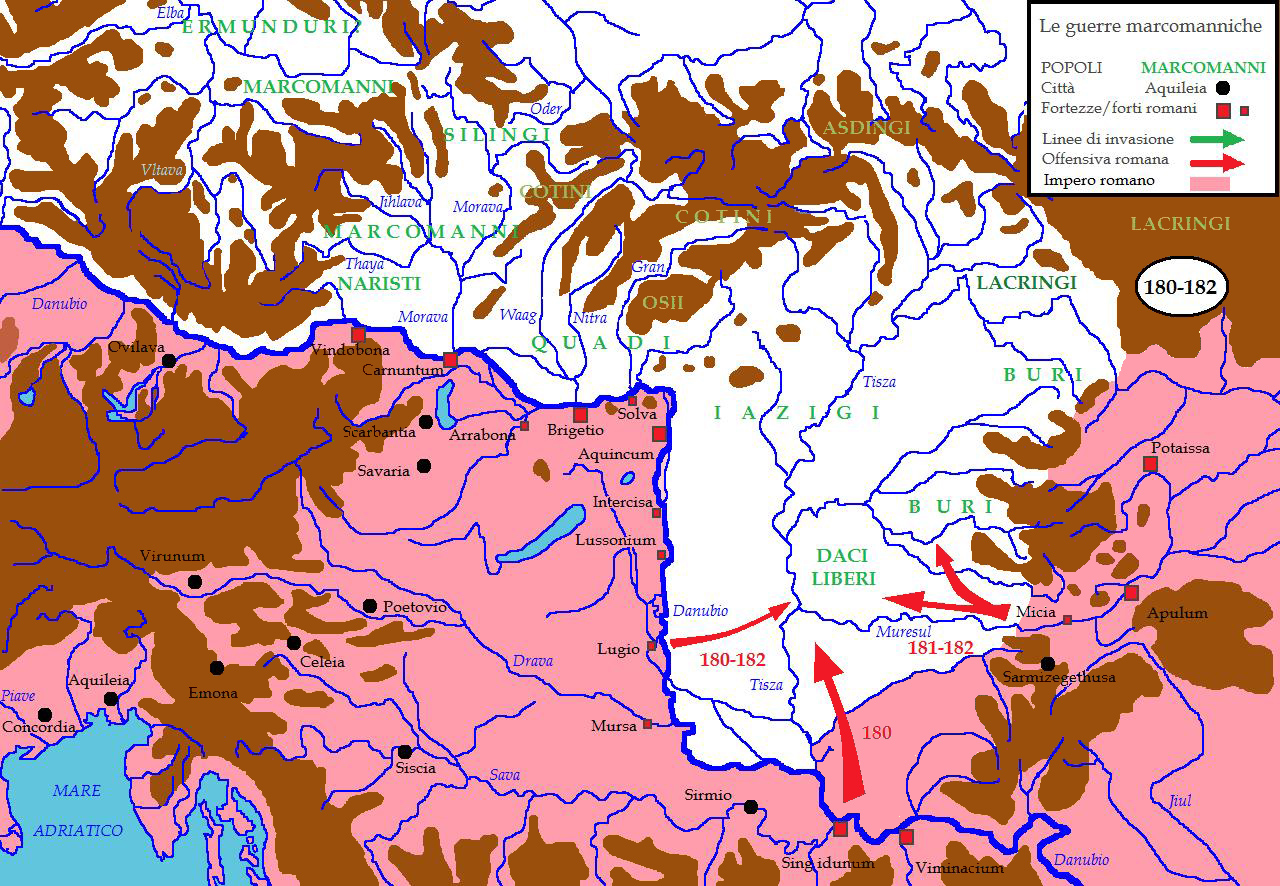
Guerres marcomanes, 180-182

Même la mort de l'empereur ne peut retarder l'expédition prévue dans la plaine agathyrse, et son fils Commode poursuit l'offensive en territoire sarmate. Une coalition d'Alains iazyges (nouvelle expeditio sarmatica), de Daces bures (expeditio Burica) et de Germains vandales est soumise dans les années qui suivent. Commode, qui a décidé de quitter le théâtre des opérations en octobre 180, contre l'avis de son beau-frère Claudius Pompeianus, laisse le soin à ses généraux, parmi lesquels Pescennius Niger, Clodius Albinus, le fils de Tigidius Perennis et Valerius Maximianus, de terminer la guerre.
Avant de rentrer à Rome, Commode décide d'abandonner le projet de constituer au nord du Danube des provinces de Marcomanie et Sarmatie, de façon à mieux se concentrer sur l'affrontement avec les Iazyges tout en économisant les effectifs des forces romaines, c'est-à-dire en évitant de nouveaux enrôlements et déploiements de troupes ultérieurs. Il a peut-être estimé que le maintien de troupes au nord du moyen-Danube aurait lourdement pesé sur l'économie de l'empire, alors qu'au nord du bas-Danube, le maintien de la Dacie romaine était pour sa part encore rentable grâce à l'exploitation des mines d'or des Monts Auranéens. En Germanie en revanche, Auguste lui-même avait découvert près de deux siècles plus tôt le coût économique et humain de la province de Germania Magna après la défaite de la forêt de Teutobourg (9 apr. J.-C.) Commode a conscience que la Marcomanie, couverte de forêts et de marécages, ne serait jamais rentable, et décide de l'abandonner à nouveau aux Marcomans et aux Quades. Ce retrait ne rend cependant pas à ces deux peuplades germaniques leur liberté d'action vis-à-vis de la puissance romaine : elles constituent, avec les Narisques et les Cotines, une "chaîne" de "clients" chargés d'assurer une première ligne de protection de la frontière danubienne.
L'objectif stratégique de soumettre au contrôle de Rome une large bande de territoire au nord du Danube reste inatteignable, mais de nombreux peuples de cette région, aux effectifs réduits par les défaites militaires et le recrutement d'une partie de leurs guerriers par Rome, restent fidèles aux traités de paix et d'amitié avec le peuple romain pendant encore une trentaine d'années, jusqu'à l'invasion des Alamans de l'an 213.
Ces victoires valent à Commode de recevoir pour les quatrième et cinquième fois l'acclamation impériale, avec le titre de Germanicus et Sarmaticus Maximus, et c'est probablement à ce moment qu'il lance l'érection de la Colonne de Marc-Aurèle en l'honneur de son père. Le travail sera terminé une dizaine d'années plus tard, peu avant sa mort.

### Tertia expeditio germanica(186-188)
L’Histoire Auguste mentionne une troisième expédition germanique, à laquelle Commode ne prend pas part. Il se peut que les Quades et les Marcomans se soient à nouveau rebellés, mais l'intervention rapide des gouverneurs des deux provinces de Pannonie parvient à étouffer les foyers de révolte potentiels, et Commode, tout en restant à Rome, peut se prévaloir d'une huitième acclamation en tant qu’Imperator.

## Dans la culture populaire
Le film Gladiator, sorti en 2000, s'inspire des Guerres marcomanes et des récits concernant les règnes de Marc-Aurèle et de Commode, mais le scénario ne suit pas la trame des faits historiques telle que les historiens la décrivent et le personnage principal joué par Russell Crowe est fictif.

### Sources primaires
- Histoire Auguste, Vies de Marc Aurèle, Lucius Verus, et Commode Antonin.
- Dion Cassius, Histoire romaine, lxxii-lxxiii
- Herodien, Histoire des empereurs romains de Marc Aurèle à Gordien III, I-II
- Marc Aurèle, Pensées pour moi-même
- Colonne de Marc-Aurèle, document sculpté romain